# 라인오브사이트
《라인오브사이트》(Line of Sight)는 블랙스팟엔터테인먼트가 개발하고 Steam이 제공하는 싸이오닉 FPS 게임이다. 개발 기간은 약 4년이 소요된 것으로 알려져 있다. 한때 넥슨 유럽과 ‘컴뱃암즈: 라인 오브 사이트’라는 타이틀로 유럽 지역 퍼블리싱 계약을 체결했으나 무산되었다.

## 연혁
2015-12 Playpark 라인오브사이트 태국 상용화

2016-03 Level Up! 라인오브사이트 브라질 상용화

2016-09-08 Steam 라인오브사이트 글로벌 얼리엑세스

2016-10-20 Level Up! 라인오브사이트 브라질 서비스종료

2016-12-07 Gamengame 라인오브사이트 글로벌 OBT

2015-12-26 Playpark 라인오브사이트 태국 서비스종료

2017-02-01 Steam 라인오브사이트 글로벌 정식 출시

## 관련 게임
히트프로젝트, 컴뱃암즈, 쉐도우컴퍼니